# Louis Albert
Louis Albert (* 28. Mai 1898; † 30. Januar 1951) war ein französischer Skispringer.
Albert startete bei den Olympischen Winterspielen 1924 in seinem Heimatland und konnte dabei in Chamonix-Mont-Blanc als einziger Teilnehmer des 27 Skispringer umfassenden Starterfeldes keine Platzierung erreichen. Albert stürzte in beiden Sprüngen.